# Boppeus pauliani
Boppeus pauliani là một loài bọ cánh cứng trong họ Cerambycidae.